# Egill Jacobsen (dokumentarfilm)
Egill Jacobsen er en dansk portrætfilm fra 1957 instrueret af Kristian Begtorp.

## Handling
Maleren Egill Jacobsen (1910-1998) følges i sit arbejde med et abstrakt-spontant billedes tilblivelse fra det tomme lærred til det færdige resultat.